# تششمة روي
تششمة روي هي قرية في مقاطعة شهرضا، إيران. يقدر عدد سكانها بـ 15 نسمة بحسب إحصاء 2016.